# Fête nationale de la Lorraine
 (octobre 2019).

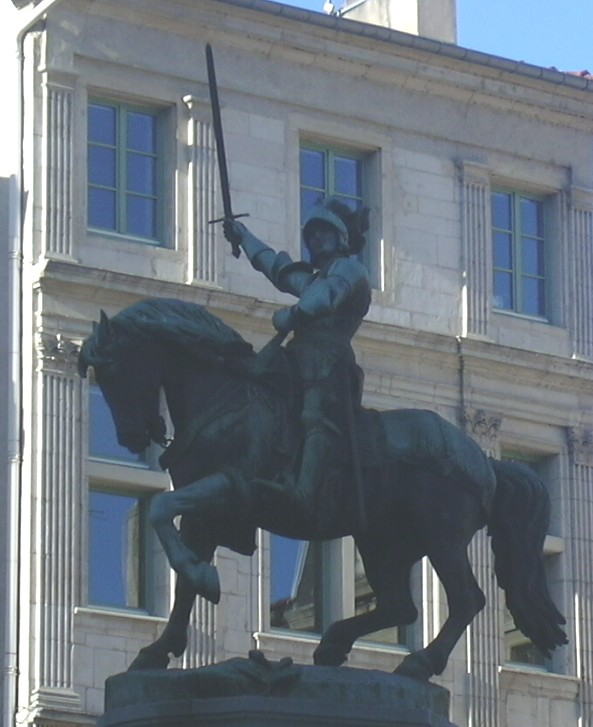
Statue de René II de Lorraine à la place Saint-Epvre à Nancy. Cette place est aujourd'hui un des lieux de commémoration pour la Fête nationale de la Lorraine.

La Fête nationale de la Lorraine et des Lorrains, fête traditionnelle lorraine, se fête le 5 janvier.
Ainsi, à l’instar de bien d’autres États, l’ancienne nation Lorraine avait sa propre fête nationale, qui est d’ailleurs l’une des plus anciennes du monde. Instaurée en 1477 sous l’ancien régime du duché de Lorraine, la fête commémore la victoire des Lorrains lors de la célèbre bataille de Nancy, qui met fin aux guerres de Bourgogne.
Cette fête est très méconnue, y compris des Lorrains eux-mêmes. En effet, depuis l’annexion de la Lorraine par le royaume de France en 1766, le gouvernement français fit interdire cette célébration ainsi que bien d’autres manifestations propres à ce territoire, afin d’effacer toute trace du passé de la Lorraine en tant qu’État indépendant.

## Historique et origine de la fête

### Les origines du conflit entre la Lorraine et la Bourgogne
La guerre de Bourgogne est le résultat d’une politique expansionniste menée par les États bourguignons, qui possédaient au XVe siècle un vaste territoire, alors composé des duché et comté de Bourgogne, lesquels correspondaient approximativement aux actuelles régions historiques de la Bourgogne et de la Franche-Comté, ainsi que les Pays-Bas bourguignons, qui couvraient quant à eux à peu près les territoires de l’actuel Bénélux. Le duc de Bourgogne, Charles le Téméraire, avait pour projet de réunir territorialement tous ses États, la Lorraine qui les séparait était donc une cible.
La prise de possession du duché de Gueldre, puis du landgraviat de Haute-Alsace (ancien comté de Sundgau) ainsi que du Brisgau (Sud-ouest du Bade-Wurtemberg), a facilité une future invasion des cantons Suisses pour des raisons purement politiques. Lors du traité de Trèves, le duc de Bourgogne avait pris soin de passer un accord avec le jeune duc de Lorraine René II. Ce dernier, privé d’alliés, n’eut pas d’autre choix en garantie de paix que d’accepter le libre passage dans ses duchés ainsi que l’installation de garnisons bourguignonnes dans plusieurs grandes cités lorraines. Mais, conscient du désir expansionniste du Téméraire et au vu des abus perpétrés par les troupes bourguignonnes, René II finit par déclarer la guerre le 9 mai 1475. Vaincu, René II prit la fuite et alla rejoindre ses alliés suisses pour qui il se battit. Après ses défaites sur ces territoires, le duc de Bourgogne se tourna vers la Lorraine qui, entre-temps, s’était révoltée contre l’occupant. René II, soutenu par les Alsaciens et les mercenaires suisses, décida de reprendre ses duchés et écrasa ses ennemis lors de cette bataille décisive devant Nancy le 5 janvier 1477.

### La proclamation de la fête nationale
Après sa victoire, le duc de Lorraine déclara le 5 janvier jour national de la Lorraine, et organisa chaque année des défilés dans les rues de Nancy pour célébrer la victoire des Lorrains et ainsi développer davantage le patriotisme lorrain. Selon les chroniqueurs de l’association Groupe BLE Lorraine « lors de cette journée, René II sortait de son palais ducal et allait boire un verre dans une auberge aux alentours de la Grande rue. On gardait ensuite précieusement le verre dans lequel le duc avait bu ».
Parallèlement à cette fête, René II fit également édifier sur les lieux de la bataille l'église Notre-Dame-de-Bonsecours. Le duc fit bâtir aussi dans la ville de Nancy la chapelle des Cordeliers, qui devint par la suite le mausolée des ducs de Lorraine. Enfin, le duc fit élever une imposante basilique à Saint-Nicolas-de-Port pour symboliser sa reconnaissance envers le Saint Patron de la Lorraine, à qui il avait demandé la victoire, relançant ainsi le culte de Saint Nicolas qui existait déjà en Lorraine depuis le XIe siècle. C'est d'ailleurs à partir de la victoire de René II que l'on vit apparaître en Lorraine les traditionnelles pâtisseries Coualé ou Mannele lors de la période festive de la Saint Nicolas.

### Sous l'annexion française
Au XVIIIe siècle, le duc François III de Lorraine, devenu empereur du Saint-Empire-Romain-Germanique, dut renoncer à la Lorraine en garantie d'une paix avec la France. Privée de son duc, la Lorraine fut mise en viager. Le roi déchu de Pologne, Stanislas Leszczynski, y fut alors investi duc de Lorraine par le roi de France Louis XV, sous la condition que cette dernière revienne à la France à la mort du duc. Bien qu’encore indépendante jusqu’en 1766, durant le règne de Stanislas un chancelier fut placé en Lorraine afin de préparer les Lorrains à devenir français. Ce chancelier, Chaumont de La Galaizière, fit entre autres interdire la fête nationale de la Lorraine. Quelques Lorrains continuaient pourtant de la célébrer sous le couvert de l’épiphanie. Mais, du fait de la répression, la fête tomba peu à peu dans l’oubli.

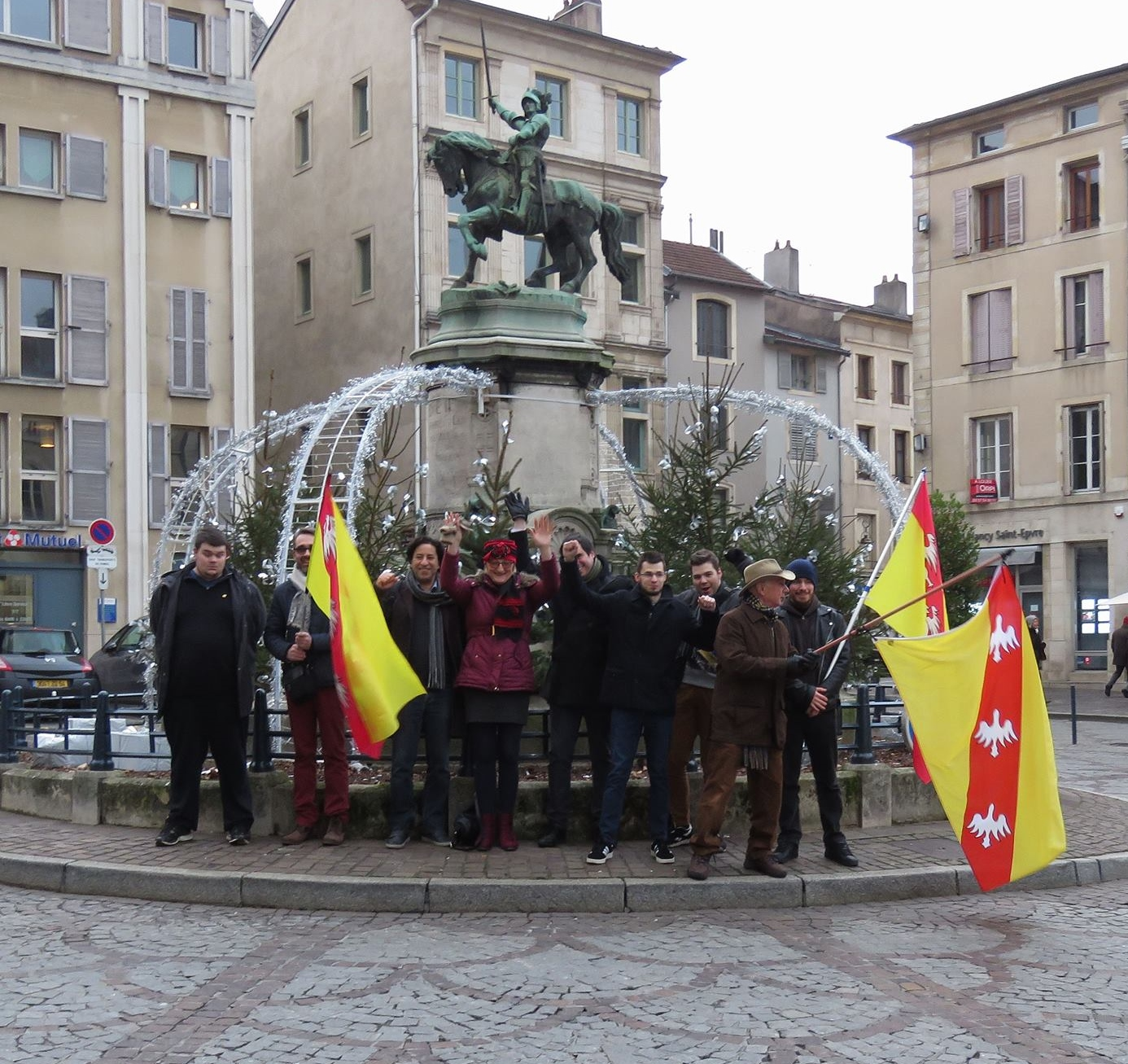
Commémoration de la Fête nationale de la Lorraine, par le Parti Lorrain, à la place Saint-Epvre à Nancy le 6 janvier 2019.

### La fête nationale de la Lorraine depuis leXXesiècle
En 1977, 500 ans exactement après la victoire de René II, l’association Mémoire des Lorrains fit renaître la fête de la Lorraine en la célébrant tous les ans au monument commémoratif de la bataille de Nancy, à la dite place de la Croix de Bourgogne à Nancy.
Pour des raisons de mésentente politique avec les personnes célébrant l'événement à la place de la Croix de Bourgogne, le Parti lorrain décida de la relancer en un autre lieu, place Saint-Epvre, toujours à Nancy, devant la statue du duc René II de Lorraine, avec l'objectif officiel de « redonner tout son sens à la Fête nationale des Lorrains ».

## Sources
- Fête Nationale des Lorrains, par le Parti Lorrain (lire en ligne http://parti-lorrain.e-monsite.com/pages/projets-et-actions/fete-nationale-des-lorrains.html)
- Centre de ressources numériques sur la Lorraine, Le 5 janvier, c’est fête nationale ! BLE Archives (lire en ligne http://blogerslorrainsengages.unblog.fr/2009/01/03/le-5-janvier-cest-fete-nationale/nationale/)
- Franck Kremer, le-lorrain.fr, Le 5 janvier, c’est la fête des Lorrains (lire en ligne https://www.le-lorrain.fr/blog/2017/01/05/5-janvier-cest-fete-lorrains/)